# Ясна Поляна (Запорізький район)
Ясна Поля́на (до 1964 року — Копані) — село в Україні, у Комишуваській селищній громаді Запорізького району Запорізької області. Населення становить 623 осіб. До 2016 року орган місцевого самоврядування — Яснополянська сільська рада.

## Географія
Село Ясна Поляна розташоване за 57 км від обласного центру, біля витоків річки Широка (річка в цьому місці пересихає, має декілька загат), за 1,5 км від села Новотроїцьке. Найближча залізнична станція Фісаки (за 22 км).

## Історія
Село засноване у 1868 році під назвою Копані на чумацькому шляху. Перші поселенці були вихідцями з села Жеребця (нині — Таврійське).
7 (20) листопада 1917 року, відповідно до Третього Універсалу Української Центральної Ради, увійшло до складу Української Народної Республіки.
З 1964 року має сучасну назву — Ясна Поляна.
10 серпня 2016 року Яснополянська сільська рада, в ході децентралізації, об'єднана з Комишуваською селищною громадою.
12 червня 2020 року, відповідно до Розпорядження Кабінету Міністрів України від № 713-р «Про визначення адміністративних центрів та затвердження територій територіальних громад Запорізької області», увійшло до складу Комишуваської селищної громади.
19 липня 2020 року, в результаті адміністративно-територіальної реформи та ліквідації Оріхівського району, село увійшло до складу Запорізького району.

## Об'єкти соціальної сфери
- Школа.
- Дитячий дошкільний навчальний заклад.
- Клуб.
- Будинок культури.
- Амбулаторія.

## Пам'ятки
- Братська могила радянських воїнів часів Другої світової війни (тут поховані 89 вояків), та пам'ятник воїнам-односельцям.
- Біля села розташований ландшафтний заказник місцевого значення Балка Отріщанська[4].